# Simeonův chvalozpěv
Simeonův chvalozpěv či Simeonovo kantikum, nazývané také Nunc dimittis (Nyní propouštíš) podle prvních slov v latinském znění, je novozákonní chvalozpěv obsažený v Lukášově evangeliu (2.kapitola, 29. až 32. verš.). Simeon byl podle evangelia prorok neboli zbožný žid, kterému Duch svatý přislíbil, že nezemře, dokud nespatří Mesiáše. Simeon spatřil novorozeného Ježíše Krista v náručí jeho matky Marie, jak jej nesla doprovázena manželem Josefem poprvé do chrámu. Simeon poznal v Ježíškovi příchozího Mesiáše a zazpíval tento chvalozpěv. V katolické církvi je hlavní součástí kompletáře, v anglikánské církvi jde o součást večerní modlitby. V některých protestantských církvích se zpívá po přijetí eucharistie.

## Řecký text
νῦν ἀπολύεις τὸν δοῦλόν σου, δέσποτα, κατὰ τὸ ῥῆμά σου ἐν εἰρήνῃ·

ὅτι εἶδον οἱ ὀφθαλμοί μου τὸ σωτήριόν σου,

ὃ ἡτοίμασας κατὰ πρόσωπον πάντων τῶν λαῶν,

φῶς εἰς αποκάλυψιν ἐθνῶν καὶ δόξαν λαοῦ σου Ἰσραήλ. 

## Staroslověnský text
Ныне отпущаеши раба Твоего, Владыко, по глаголу Твоему, с миром;

яко видеста очи мои спасение Твое,

еже еси уготовал пред лицем всех людей,

свет во откровение языком, и славу людей Твоих Израиля. 

## Latinský text
Nunc dimittis servum tuum, Domine, secundum verbum tuum in pace:

Quia viderunt oculi mei salutare tuum

Quod parasti ante faciem omnium populorum:

Lumen ad revelationem gentium, et gloriam plebis tuae Israel. 

## Český překlad podleČEP
Nyní propouštíš v pokoji svého služebníka, Pane, 

podle svého slova, neboť mé oči viděly tvé spasení, 

které jsi připravil přede všemi národy - světlo, 

jež bude zjevením pohanům, slávu pro tvůj lid Izrael.

## Obvyklý katolický překlad (podle breviáře)
Nyní můžeš, Pane, propustit svého služebníka

podle svého slova v pokoji,

neboť moje oči uviděly tvou spásu, 

kterou jsi připravil pro všechny národy:

světlo k osvícení pohanům, 

a k slávě tvého izraelského lidu.